# Gustaf Adolf Klingspor (1748–1800)
Gustaf Adolf Klingspor, född 21 september 1748 i Habo församling, Skaraborgs län, död 3 januari 1800 i Stockholm, var en svensk friherre och militär.

## Biografi
Gustaf Adolf Klingspor föddes 1748 på Stora Kärr i Habo socken. Han var son till vicepresidenten Christian Fredrik Klingspor i Göta hovrätt och Anna Magdalena Pauli. Klingspor blev 2 november 1759 volontär vid Jönköpings infanteriregemente, 1 september 1762 korpral vid Östgöta kavalleriregemente, 14 januari 1765 kornett vid Östgöta kavalleriregemente och senare löjtnant i fransk tjänst. Han blev 13 september 1772 löjtnant i armén och 10 maj 1773 löjtnant vid Östgöta kavalleriregemente. Klingspor blev 26 oktober 1775 ryttmästare, 13 december 1785 major och 23 februari 1787 premiermajor. Han blev 7 april 1788 överstelöjtnant i armén och generaladjutant av flygeln. Klingspor blev 27 maj 1788 kungens hovstallmästare och utnämndes 21 november 1796 till riddare av Svärdsorden. Han blev senare tjänstfri från hovet och avled 1800 i Stockholm.
Klingspor instiftade Grönlund i Åsbo socken till fideikommiss för brorsonen Gustaf Klingspors och styvdottern Magdalena Charlotta Wennerstedts efterkommande.

### Familj
Klingspor gifte sig 16 december 1785 på Skörtinge i Skärkinds församling med grevinnan Charlotta Filippina von Schwerin (1755–1823), som var änka efter överstelöjtnanten friherre Vilhelm Wennerstedt samt dotter till överstemarskalken Jakob Filip von Schwerin och grevinnan Charlotta Sofia Margareta von Bohlen.